# Jaime Santos Latasa
Jaime Santos Latasa (San Sebastián, 3 de julio de 1996) es un jugador español de ajedrez afincado en León, que posee el título de Gran Maestro Internacional desde 2018.
En la lista de Elo de la FIDE de mayo de 2023 disponía de un Elo de 2656 puntos, lo que lo convertía en el jugador número 3 (en activo) de España, y el número 86 de la clasificación mundial.

## Resultados destacados en competición
Entrenado por el maestro internacional leonés Marcelino Sión Castro, Santos obtuvo el título de Maestro de la FIDE en 2011 y el de Maestro Internacional en agosto de 2013. 
En León, cuando tenía nueve años, ganó en unas simultáneas a Magnus Carlsen.
Fue campeón de España sub-10 en 2006, Campeón de España sub-12 en 2008, Campeón de España sub-14 en 2010 y Campeón de España sub-16 en 2012 en Salobreña.
En diciembre de 2013 compitió en la categoría sub-18 abierta del Campeonato del mundo juvenil en Al Ain, donde hizo 7½/11 puntos y acabó en décimo lugar. 
Empató en el 3.º-4.º lugar en el Campeonato de Europa sub-18 de 2014 celebrado en Batumi (Georgia). 
En abril de 2015 venció en el Abierto de Granada, ex aequo con el GM José Carlos Ibarra, y obtuvo su primera norma de GM.
En enero de 2017 venció en el Abierto de ajedrez de Sevilla. 
En 2018 consiguió su última norma de GM en el Abierto de ajedrez Sunway de Sitges, donde terminó 9.º, con 6½ puntos de 9. 
En mayo de 2018 venció el VII Abierto de Lluchmayor.
En noviembre de 2019 fue quinto en el campeonato de España absoluto en Marbella (el campeón fue Alexéi Shírov). 
En septiembre de 2020 empató el primer lugar en el Campeonato de España en Linares, pero fue superado en el desempate por el campeón, David Antón.
En agosto de 2021 consiguió el Subcampeonato de España absoluto.
En agosto de 2022, consiguió la medalla de bronce en la Olimpiada mundial de ajedrez. 
Ese mismo mes se alzó con el Subcampeonato de España absoluto, con el Campeonato de España de ajedrez rápido y con el tercer lugar en el Campeonato de ajedrez blitz. 
A finales de octubre de ese mismo año, ganó el V Festival de Ajedrez de Salamanca, por delante de jugadores como Veselin Topalov, Vincent Keymer y Gata Kamsky.
A finales de noviembre de 2022, representó a España como primer tablero en el campeonato del mundo de selecciones, contribuyendo a que la selección española lograse la medalla de bronce.
En diciembre de 2022, se proclamó campeón de Europa de ajedrez rápido.
En marzo de 2023, logró la 7ª plaza en el campeonato de Europa absoluto (Serbia) siendo el mejor clasificado  de los jugadores españoles.
En abril de 2023, alcanzó el segundo puesto en el VI Festival Salamanca, cuna del ajedrez moderno.
En julio de 2023, ganó el prestigioso Torneo Magistral de Ciudad León (España), superando en la final al ex retador al título mundial Boris Gelfand por 2.5-1.5.
En agosto de 2023, consiguió eliminar en la tercera ronda de la Fide World Cup al azerí Teimour Radjabov, 13° en las listas mundiales, por 1-1 y 1.5-0.5, siendo el español mejor clasificado en tal torneo; no obstante, cayó en la cuarta ronda ante el sueco Nils Grandelius por 0.5-1.5.
En enero de 2024, consiguió el 8º puesto en el prestigioso torneo de retadores Tata Steel y en marzo del mismo año se alzó con la segunda posición en el torneo de retadores del Festival Internacional de Ajedrez de Praga, a solo medio punto del vencedor, Eriz Gurel.
El 30 de junio de 2024, se clasificó para la final del Torneo magistral Ciudad de León tras vencer en la segunda semifinal a Arjun Erigaisi, por aquel entonces número 4 del mundo en ajedrez clásico, aunque cayó en la final frente al ex-campeón mundial Viswanathan Anand.
En septiembre de 2024, alcanzó el 8º puesto en el medallero individual como tablero 5 de la selección española en el torneo abierto de la Olimpiada de ajedrez celebrada en Budapest, en la que el equipo español logró la décima posición.